# 囊蠕蟲
囊蠕蟲（學名：Aschelminthes，又作）是過去分類學上的一個門級分類單元，內含多種假體腔動物及其他類似的動物，包括線蟲動物、輪形動物、腹毛動物、動吻動物、線形蟲動物，有時還包括了鰓曳動物及內肛動物。這些動物分類大部分已不再被認為是有密切相關的，而被獨立成門。此詞現在只是一個非正式的用語，因為這個分類單元是一個多系群，而這個主張早在1950年代就已有人提出。

## 分類
詳細分類有爭議，但一般現在若仍然提及「囊蠕蟲」之下的成員，一般都包括下列分類單元：
- 棘头动物门 Acanthocephala
- 毛颚动物门 Chaetognatha
- Cycliophora
- Gastrotricha
- Kinorhyncha
- Loricifera
- Nematoda
- Nematomorpha
- Priapulida
- Rotifera

此外，內肛動物（Entoprocta）及緩步動物（Tardigrada）有時亦包括在內。

## 外部連結
- Introduction to the "Aschelminth" Phyla（页面存档备份，存于）
- Aschelminth information page(archived from the original（页面存档备份，存于） on 2009-08-20)